# Aït Baha
Aït Baha (en àrab آيت باها, Āyt Bāhā; en amazic ⴰⵢⵜ ⴱⴰⵀⴰ) és un municipi de la província de Chtouka-Aït Baha, a la regió de Souss-Massa, al Marroc. Segons el cens de 2014 tenia una població total de 5.668 persones. Aït Baha també és el nom de la tribu que forma part de la confederació de tribus d'Achtoukne, en amazic Actukn.

## Economia
La vila aplega una cimentera de la societat Ciments du Maroc, filial del grup italià Italcementi. Cap el 2011 entrà en funcionament una nova fàbrica, amb capacitat per a produir 2 milions de tones de ciment anualment, i que representa una inversió de 280 milions d'euros.